# Octavian G. Simion
Octavian G. Simion (n. 6 ianuarie 1881, Sibiu, Regatul Ungariei – d. 30 mai 1929, Săcele, Regatul României) a fost un preot, învățător și delegat la Marea Adunare Națională de la Alba Iulia din 1 decembrie 1918.

## Biografie
A urmat cursurile Institutului Teologic și  Pedagogic din Sibiu. În perioada 1903-1904 a fost învățător în Răhău, județul Alba. În perioada 1904-1905 și 1905-1906 a fost învățător în Turda, respectiv Abrud Sat. Între 1909-1911 a fost preot în Cernatu, iar din 1918 în Săcele, județul Brașov.

## Activitate politică
În localitățile în care a fost învățător și preot, Octavian G.Simion a înființat școli și a dirijat coruri. A participat la manifestările jubiliare de la București în 1906 cu un cor al copiilor dirijat de el. În timpul Primului Război Mondial a întreprins acțiuni de spionaj pentru armata română. A fost conducătorul sătenilor din Săcele la Marea Adunare Națională de la Alba Iulia. A fost decorat cu "Steaua României", în grad de cavaler, medalia "Bene Merenti" și medalia "Expoziției de la București" din 1906.
A fost delegat la Marea Adunare de la Alba Iulia din partea cercului Hărman.